# Tera Patrick

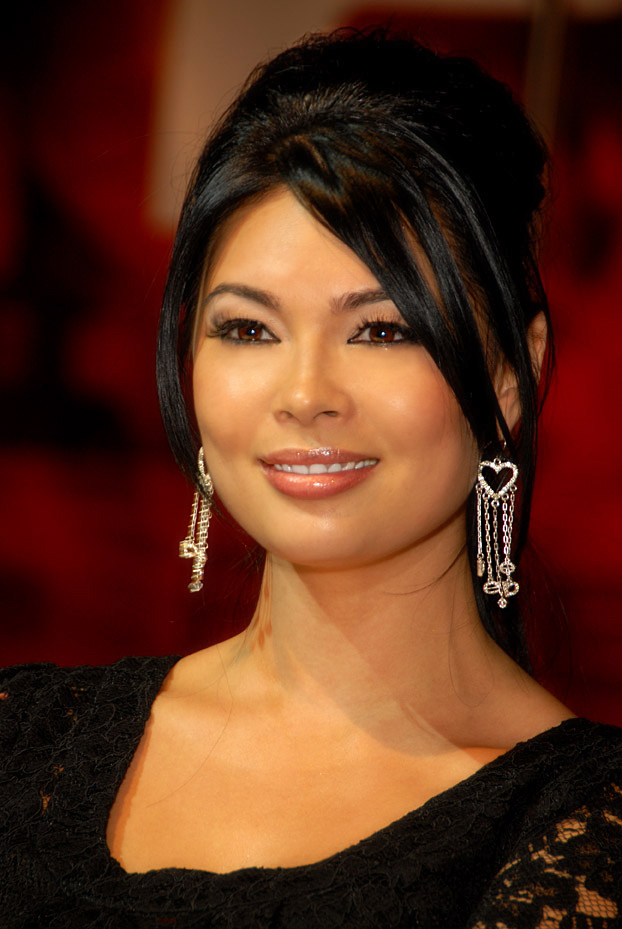
Tera Patrick auf der AVN Adult Entertainment Expo 2010

Tera Patrick (* 25. Juli 1976 in Great Falls, Montana; eigentlich Linda Ann Hopkins) ist ein US-amerikanisches Model, ehemalige Pornodarstellerin und Unternehmerin. Ihre Karriere in der Pornoindustrie dauerte von 1999 bis 2009. Patrick war eine der erfolgreichsten Darstellerinnen weltweit und hat dabei auch die Wandlung zur popkulturellen Persönlichkeit vollzogen. Mit ihrer eigenen Produktionsfirma Teravision vermarktet sie auch nach dem Ende ihrer Karriere weiterhin ihre Website und ihr Filmmaterial.
In den Jahren 2000 und 2001 wurde sie mit dem NightMoves Award, dem AVN Award und dem XRCO Award sowie dem europäischen Hot d’or jeweils als Best New Starlet ausgezeichnet. Ihre unternehmerischen Tätigkeiten wurden 2007 mit einem Eroticline Award gewürdigt. 2009 wurde sie in die AVN Hall of Fame aufgenommen, ferner 2007 in die NightMoves und 2014 in die XRCO Hall of Fame. Patrick benutzte bei ihren Auftritten auch die Pseudonyme Brooke, Tera Hopkins, Sadie Jordan, Tara Patrick, Linda Shapiro und Brooke Thomas. Der Künstlername Tera Patrick ist eine Anspielung auf den bürgerlichen Namen Tara Leigh Patrick der Schauspielerin Carmen Electra.

## Leben

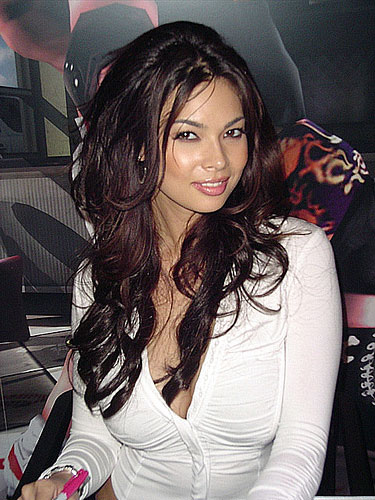
Tera Patrick, 2004

Tera Patrick ist die Tochter eines US-amerikanischen Vaters englischer, irischer und niederländischer Abstammung und einer thailändischen Mutter. Patrick wurde mit dreizehn Jahren in San Francisco als Talent entdeckt, zog kurz darauf nach New York City um und arbeitete als Kindermodel auf dem Laufsteg und für Kataloge. Im Alter von 18 Jahren absolvierte sie den GED Test, der einem nachgeholten Highschool-Abschluss entspricht, und begann ein Studium zur Krankenschwester, brach dieses jedoch ab und wurde stattdessen Notfallsanitäterin.
Gegen Ende der 1990er begann Patrick eine Tätigkeit als Nacktmodell und als Darstellerin in Softpornofilmen. 1999 begann sie als Darstellerin in dem Film Aroused von Andrew Blake ihre Karriere in der Hardcore-Pornofilmbranche. Sie avancierte zu einer der bekanntesten Pornodarstellerinnen weltweit, ihre Fotos erschienen unter anderem im Playboy und in Penthouse. Als bisher einzige Frau war sie gleichzeitig auf den Titelseiten beider Magazine zu sehen. Der internationale Durchbruch gelang Patrick im Jahr 2000 mit der interaktiven DVD Virtual Sex with Tera Patrick von Digital Playground. Sie ist auch in der interaktiven DVD-Reihe My Plaything … von Digital Sin zu sehen. Im Jahr 2008 wurde die interaktive DVD InTERActive mit Patrick mit dem AVN Award als „Best Interactive DVD“ ausgezeichnet. 2001 war sie im Musikvideo zur Single I can´t move von Everlast zu sehen.
Nach einem Rechtsstreit trennte sich Patrick 2002 von der Produktionsfirma Digital Playground, die bis heute Exklusivrechte an ihrem Künstlernamen beansprucht. Nach ihrem Weggang unterzog sie sich einer Brustvergrößerung. 2003 verletzte sich Patrick während den Dreharbeiten zu Island Fever 2 und gab später in ihrem Buch preis, dass sie „keine Lust mehr habe, weiter als Pornodarstellerin zu arbeiten.“ Ab dem 16. Dezember 2003 stand sie bei Vivid Video unter Vertrag und war nach zwei Jahren Pause erstmals wieder im Film Tera, Tera, Tera zusammen mit ihrem späteren Ehemann Evan Seinfeld zu sehen, dem damaligen Leadsänger der bekannten Metal-Hardcore-Band Biohazard, welcher unter dem Künstlernamen Spyder Jonez auftrat. Im Jahr 2005 unterschrieb ihre Produktionsfirma Teravision einen Kooperationsvertrag mit Private.
2004 wurde Tera Patrick als eine von 30 bekannten Pornodarstellern von dem amerikanischen Fotografen Timothy Greenfield-Sanders in seinem Buch XXX: 30 Porn-Star Portraits und seiner HBO-Dokumentation Thinking XXX porträtiert. Am 9. Januar 2004 heirateten Patrick und Evan Seinfeld nach einer dreijährigen Beziehung in Las Vegas während der zu dieser Zeit stattfindenden AVN Awards. Im 2004 erschienenen Videospiel Backyard Wrestling 2 kommt Patrick als spielbare Figur vor.

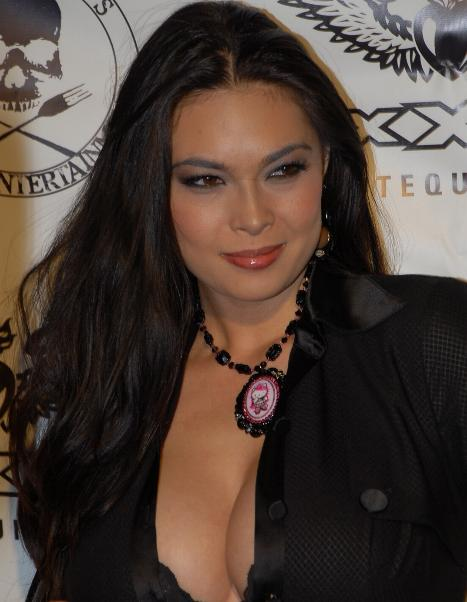
Patrick auf einer Party, 2007

Bekannte Filme mit Tera sind die ausschließlich in der freien Natur spielenden Werke Island Fever (zusammen mit Briana Banks), Island Fever 2 (zusammen mit Devon) und Island Fever 3 (zusammen mit Jesse Jane). Teil 3 ist der erste HD-DVD-Pornofilm, produziert auf Tahiti und Bora Bora. Die bislang am besten verkaufte Produktion Patricks ist der 2005 erschienene Film Reign of Tera mit über 70.000 verkauften Exemplaren.
Von Mitte 2006 bis März 2008 beantwortete Patrick Leser-Fragen in der deutschsprachigen Ausgabe des FHM-Magazins in der Rubrik „Einsichten“. In der August-Ausgabe 2008 des Pornomagazins Genesis wurde sie auf Platz 2 im „Porn’s Hot 100“-Ranking von Pornodarstellern gelistet. Anfang 2008 moderierte sie die 25. Verleihung der AVN Awards. Im gleichen Jahr erklärte sie die Beendigung ihrer Tätigkeit als Darstellerin. Sie verwaltet jedoch immer noch ihre eigene Webseite, um ihre Filme weiterhin bereitstellen zu können. Auch ist sie weiterhin regelmäßig in erotischen sowie Mainstream-Magazinen zu sehen. Tera Patrick vertreibt außerdem die Unterwäschemodelinie Mistress Couture sowie eine T-Shirt-Linie, namens Two In The Shirt kurz T.I.T.S., mit einer großen Bandbreite an erotischen Motiven. Teile der Gewinne werden laut eigener Aussage an Hilfsorganisationen, die sich gegen Menschenhandel einsetzen, gespendet.
Am 25. Juli 2008 wurde bekannt gegeben, dass Tera Patrick bei der Produktion des Actionspiels Saints Row 2 als Special Producer fungieren und an dessen Vermarktung beteiligt sein würde. Das Spiel wurde von THQ herausgegeben. Im Erweiterungspaket Ultor Exposed kommt sie als durch sich selbst synchronisierte Figur in der Rolle einer ehemaligen Mikrobiologin und Whistleblowerin vor. Im Jahre 2010 spielte sie in einer Nebenrolle im indonesischen Horrorfilm Rintihan Kuntilanak Perawan mit. Außerdem hatte sie in den Pornofilmen This Ain’t The Expendables XXX (2012) und Barbarella: An Axel Braun Parody (2015) von Axel Braun jeweils einen Cameo-Auftritt in einer nicht-sexuellen Rolle.
Im September 2009 gaben Patrick und Seinfeld ihre Scheidung bekannt. Im Dezember desselben Jahres veröffentlichte sie mit ihrem in Zusammenarbeit mit Carrie Borzillo verfassten Buch Sinner Takes All ihre Memoiren, deren Schwerpunkt insbesondere auf ihrem frühen Leben, ihren zu Vermarktungszwecken unternommenen Reisen in mehr als 80 Länder und ihrem Liebesleben liegt. Sie lebt mit ihrem Lebenspartner, dem Special-Effects-Produzenten Tony Acosta und ihrer 2012 geborenen, gemeinsamen Tochter Sophie in Los Angeles.
Patrick ist zwischenzeitlich häufiger auf Comic-Conventions zu Gast und nimmt in Kostümen an Veranstaltungen der Cosplay-Szene, teil. Seit 2013 unternimmt sie außerdem Tourneen, die neben Striptease-Vorführungen und PR-Auftritten auch Vorträge und Schulungen zum Thema Erotik zum Gegenstand haben. 2013 war sie Gastgeberin der 11. Verleihung der XBIZ-Awards in Los Angeles.

## Auszeichnungen
- 2000: Hot d’or: Best New Starlet
- 2001: AVN Award: Best New Starlet

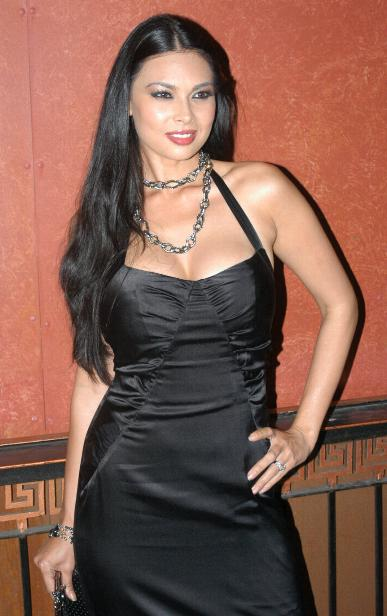
Tera Patrick bei den XRCO Awards 2007

- 2001: XRCO Award: Best New Starlet
- 2001: Hot d’or: Best American Actress
- 2002: AVN Award: Best Tease Performance (Island Fever)
- 2002: Venus Award: Beste Darstellerin USA
- 2006: Temptation Award: Best New Production Company für Teravision[10]
- 2007: Adultcon Top 20 Adult Actresses[11]
- 2008: AVN Award: Best Interactive DVD „InTERActive“
- 2008: F.A.M.E. Award: Favorite Female Starlet
- 2009: AVN Hall of Fame[12]
- 2009: F.A.M.E. Award: Favorite Female Starlet
- 2010: XFANZ Award: Superstar Honors[13]
- 2010: F.A.M.E. Award: Favorite Female Starlet
- 2014: XRCO Hall of Fame[14]

## Filmografie (Auswahl)
- Barbarella: An Axel Braun Parody (2015)
- This Ain’t The Expendables XXX (2012)
- Reign of Tera (Serie, 2004, 2006 und 2009)
- Flawless (2007)
- Tera Goes Gonzo (2006)
- Tera Patrick Interactive (2006)
- Fashion Underground (2006)

- Desperate (2006)

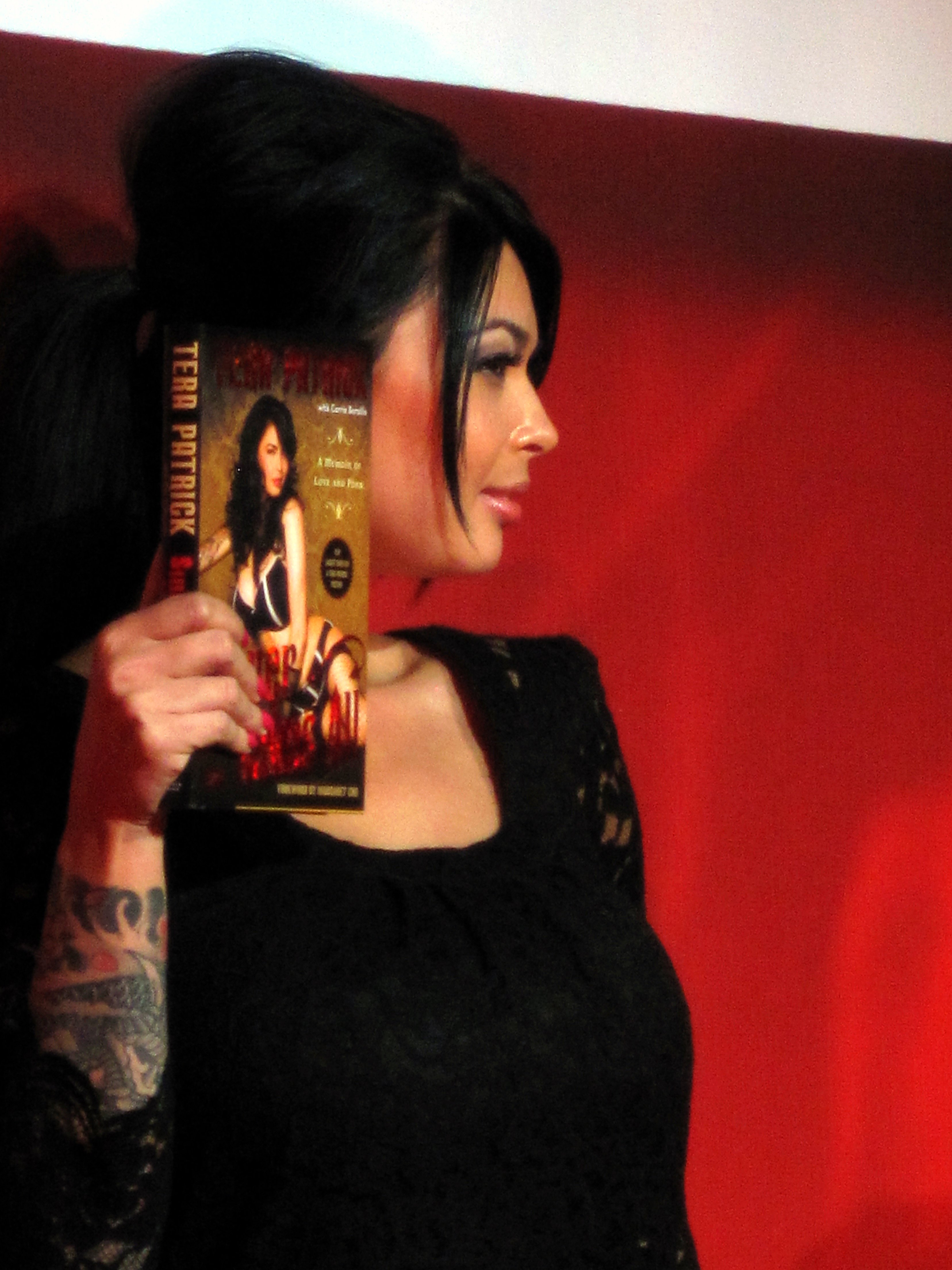
Patrick stellt auf der AVN Expo 2010 ihre Autobiografie vor.

- Where The Boys Arent Vol. 18, 19 (2005)
- Teradise Island: Anal Fever (2005)
- Jack’s Playground 25 (2005)
- Collision Course (2005)
- Sex In Dangerous Places (2004)
- Tera Tera Tera (2004)
- Island Fever 2 und 3 (2003 und 2004)
- Forbidden Tales (2001)